# Scott Columbus
Walter Scott Columbus, född 10 november 1956, död 4 april 2011, var mest känd för att ha varit trummis i heavy metal-bandet Manowar. Columbus ersatte bandets andra trummis, Donnie Hamzik, i början av 1983 inför inspelningen av albumet Into Glory Ride. 
Under en kort period i början av 1990-talet tvingades han att lämna bandet, då hans son blev allvarligt sjuk. Under den tiden ersattes Columbus av "Rhino" (Kenny Earl Edwards), men Columbus kom tillbaka i lagom tid till att spela trummor på Louder Than Hell (1996). Columbus lämnade återigen Manowar 2010 och ersattes av Manowars tidigare trummis Donnie Hamzik.
Manowars officiella biografi hävdar att Columbus spelade trummor med sådan kraft, att normala trumset gick sönder. Därför skapades hans "Drums of Doom", tillverkade i rostfritt stål istället för i mer konventionellt trä.

## Diskografi (urval)
Studioalbum med Manowar
- 1983 – Into Glory Ride
- 1984 – Hail to England
- 1984 – Sign of the Hammer
- 1987 – Fighting the World
- 1988 – Kings of Metal
- 1996 – Louder than Hell
- 2002 – Warriors of the World
- 2007 – Gods of War